# الدولة الطاهرية (اليمن)
ًالدولة الطاهرية 855 - 946 هـ/ 1454- 1539 م، هي دولة أسسها الملك عامر عبدالوهاب الطاهري  الذريحاني  الحميري جبن رداع البيضاء  في مناطق نفوذ الدولة الرسولية بعد اندثارها، واتخذ من حصن المقرانة عاصمة لها. سيطرت الدولة الطاهرية على معظم مناطق اليمن باستثناء مناطق الجبال الشمالية في صنعاء التي كانت تحت سيطرة الأئمة الزيدية مثل: صعدة وصنعاء وما جاورهما وامتد نفوذ الطاهريون لظفار وأقصى الشحر وأطراف تهامة، واستطاعوا فرض سيطرتهم على صنعاء في أواخر مراحل حكمهم.

## تاريخ
كان الطاهريون مشائخ دين محليين في منطقة رداع بمحافظة البيضاء التابعة لبني رسول. وخلال الإثنا عشر سنة الأخيرة من حكم الرسوليين استغل الأمير الظافر عامر بن طاهر القرشي الأموي النزاع بين أفراد الأسرة الحاكمة حتى سلم الملك الرسولي المسعود أبو القاسم بن الأشرف إسماعيل مقاليد السلطة سلمياً عام 1454. رغم أنهم لم يكونوا بنفس قوة سابقيهم إلا أنهم بنوا العديد من خزانات المياه والجسور والمدارس في زبيد وعدن ورداع وأشهر آثارهم هي المدرسة العامرية التي بناها الملك عامر بن عبد الوهاب عام 1504، وسميت باسم السلطان «الظافر عامر بن عبدالوهاب»، وهي حالياً مرشحة لتكون من مواقع التراث العالمي. وكان الإمام المهدي محمد بن أحمد بن الحسن أراد هدمها، لأعتقاده أنها من آثار كفار التأويل.
وقد أمضى الطاهريون سنين حكمهم كغيرهم من الدول التي سبقتهم في تثبيت حكمهم في تعز وعدن وجهات تهامة حيث المماليك يفرضون إرادتهم هناك بالتعاون مع بعض القبائل كالمعازبة، كما مد الطاهريون سلطتهم إلى الشحر في حضرموت بعد أن حاول ملك الشحر غزو عدن فردوه على أعقابه ووليها بالنيابة عن الطاهريين أسعد بن إسماعيل النهمي، بل وتمكن من السيطرة على صنعاء وثبت فيها نائباً له ، في وقت كان الأئمة الزيديون فيه في حالة كمون إثر صراعاتهم الدامية فيما بينهم. ولم يلبث أن نشطوا ثانية فسيطروا على جهات متفرقة، وكانت صنعاء خاضعة لنفوذ الإمام المؤيد، وهو ما دعى الملك الطاهري الظافر إلى التحرك صوب صنعاء لاستعادتها وفي المجابهة بين قوات الظافر والأمير الزيدي على صنعاء سقط الملك الظافر قتيلاً في الميدان عام 870 هـ / 1466م، وهو ما أقنع أخوه الملك المجاهد بالتخلي عن طموحه للاستيلاء على صنعاء، فتركها وما حولها للأئمة الزيديين الذين رغبوا هم أيضاً عن مد نفوذهم إلى الجهات السفلى من اليمن. وبعد الملك المجاهد الذي وافته منيته عام 883 هـ/ 1478 م بعد حكم دام خمسة وعشرين سنة قضاها في توطيد الحكم ومقاتلة المتمردين- سلم الحكم لابن أخيه عبد الوهاب بن داود الطاهري الملقب بالمنصور وفي عهده انتقلت عاصمة الطاهريين من جبن برداع إلى عدن حيناً وتعز حيناً آخر. أمضى الملك المنصور أحد عشر عاماً في الحكم صرف معظمها في تثبيت حكمه في جهات تهامة بالذات حيث قام بتصميم نظام لتوزيع مياه وادي زبيد بالعدل كما بنى عدداً من المدارس والمساجد وأصلح ما تخرب منها.
وخلف الملك المنصور عبد الوهاب ابنه عامر الذي لقب بالظافر وقد لقي معارضة من أسرته فجرت حروب كثيرة بينهما سيطر خصومه خلالها على حصن جبن، وأخذ عامر بن عبد الوهاب يجيش من مقره في تعز ضد خصومه وكانت الغلبة له في كل المعارك التي استنزفت الجانبين رجالاً ومالاً، وتمكنت خلال هذه الحرب القبائل التهامية من استغلال الضعف والتمرد ثانية على الدولة الطاهرية، لكنها اضطرت للخضوع ثانية بعد أن وجه إليها الملك عامر بن عبد الوهاب جيشاً قضى على كل تمرد فيها فأمنت السبل وعم السلام، وأخذ الملك عامر بن عبد الوهاب يطمح في السيطرة على صنعاء وتوحيد اليمن تحت حكمه، فتقدم إلى ذمار التي اعتبرت مدخلاً للسيطرة على البلاد الواقعة تحت حكم الأئمة الزيديين وتمكن من الاستيلاء عليها عام 897 هـ / 1491 م وبعد أن وطدَّ أقدامه في ذمار والجهات الساحلية تحرك الملك عامر بن عبد الوهاب عام 910 هـ / 1504 م نحو صنعاء بجيش ضخم جداً تمكن به من حصار صنعاء ودخولها بعدئذٍ دخول الفاتحين ، ووقع الإمام الوشلي، الذي يسميه مؤرخ الرسوليين ابن الديبع، رئيس أهل البدعة ومؤسس الفتنة، وقع مع أمراء حربه أسرى ونقلوا إلى تعز حيث حددت إقامتهم، أما الملك الطاهري فقد أقام في صنعاء يسير أمورها ويخضع ما تبقى من حصونها وقلاعها ليسيطر على معظم اليمن، وعاد إلى تعز في العام التالي، في الوقت الذي أعلن فيه طامح جديد من الأئمة هو الإمام شرف الدين نفسه إماماً جديداً وأخذ يدعو لنفسه في منطقة الجبال بحجة ويبحث عن الأعوان لحرب الطاهريين الذين اعتبرهم أعداء جائرين لله، بل أنه أخذ بمراسلة من سماهم الغزاة الكرماء  وهم المماليك الشراكسة الذين أخذوا يجوبون البحر الأحمر وسواحل اليمن لمجابهة قوة البرتغاليين النشطة هي الأخرى في سواحل البحر الأحمر والعربي والتي أخذت تهدد عدن وجزيرة كمران.
واجه الطاهريون ثلاث مشاكل تهدد حكمهم هي الخلافات الداخلية بين الأسرة، القبائل المتمردة التي كانوا يعتمدون عليها لجبي الضرائب والتهديد المستمر من الأئمة الزيدية في صعدة وصنعاء،  سيطر الطاهريون على معظم البلاد. وكان مماليك مصر يريدون ضم اليمن إلى مصر واحتل البرتغاليون بقيادة ألفونسو دي ألبوكيرك جزيرة سقطرى عام 1513 وشنوا عدة هجمات فاشلة على عدن صدها الطاهريون. شكل البرتغاليون خطراً مباشراً لتجارة المحيط الهندي العابرة للبحر الأحمر فأرسل المماليك قوة بقيادة حسين الكردي لقتال البرتغاليين. بدأ مماليك مصر محادثات مع الطاهريين في زبيد لمناقشة مايحتاجه الجيش المملوكي من أموال وعتاد، ولكن الجيش الذي كان ينفذ من المؤن، بدأ بالتحرش بسكان تهامة وعوضا عن مواجهة البرتغاليين قرروا إسقاط الطاهريين واحتلال اليمن لإدراكهم ثراء نطاق نفوذ سلاطين بني طاهر. واستخدموا البارود والمدافع وتمكنت قوات المماليك بالتعاون مع قوات قبلية موالية للإمام الزيدي المتوكل يحيى شرف الدين من السيطرة على مناطق نفوذ الطاهريين عام 1517 ودحرهم من تعز ورداع ولحج وأبين التي سقطت بيد المتوكل شرف الدين.

المدرسة العامرية برداع بنيت عام 1504

لم يدم الانتصار المملوكي طويلاً، بعد شهر واحد من إسقاطهم الطاهريين، احتلت الإمبراطورية العثمانية مصر وشنقت طومان باي آخر سلاطين المماليك في القاهرة. تحالف السلطان الطاهري عامر بن داوود مع البرتغاليين فعزم العثمانيون السيطرة على اليمن لكسر الاحتكار البرتغالي لتجارة التوابل. بالإضافة لقلقهم من سقوط اليمن بيد البرتغاليين وربما سقوط مكة بعدها. وبقيت للطاهريين السيطرة على عدن حتى عام 1539 عندما سقطت بيد العثمانيين.
السلطان صارم الدين داود بن طاهر